# Verê
Verê är en kommun i Brasilien.   Den ligger i delstaten Paraná, i den södra delen av landet, 1 200 km söder om huvudstaden Brasília. Antalet invånare är 7 879.
Trakten runt Verê består till största delen av jordbruksmark. Runt Verê är det ganska glesbefolkat, med 26 invånare per kvadratkilometer.